# Linnaea
Linnaea là một chi thực vật có hoa, hiện nay được xếp trong họ Caprifoliaceae (họ Kim ngân) mở rộng. Cho đến năm 2013, người ta công nhận chi này chỉ bao gồm 1 loài là Linnaea borealis - được Jan Frederik Gronovius đặt tên năm 1737 để vinh danh Carl Linnaeus và sau đó được Carl Linnaeus chấp nhận vào năm 1753 trong Species Plantarum.
Năm 2013, trên cơ sở chứng cứ phát sinh chủng loài phân tử cho thấy nhánh Linnaea là đơn ngành nên Maarten Christenhusz đề xuất mở rộng chi này để bao gồm tất cả các loài thuộc các chi Abelia (trừ tổ Zabelia), Diabelia, Dipelta, Kolkwitzia và Vesalea. Đề xuất này được một số nguồn thứ cấp chấp nhận, như Plants of the World Online (POWO). Tuy nhiên, điều này bị phần lớn các tài liệu khoa học và thực vật chí sau đó từ chối và các tài liệu này vẫn duy trì các chi truyền thống, trên cơ sở các khác biệt về hình thái, sinh địa lý học và duy trì sự ổn định danh pháp.
Linnaea borealis là loài cây ưa thích của Carl Linnaeus, cha đẻ của hệ thống danh pháp hai phần hiện đại, với tên chi được đặt để vinh danh ông.

### Các loài
Để hỗ trợ việc tra cứu, trong bài này sắp xếp các loài được POWO công nhận theo từng chi truyền thống và/hoặc sắp xếp lại gần đây. Lưu ý rằng Hassler (2019) không công nhận định nghĩa mở rộng của Linnaea.
- Linnaea nghĩa hẹp:
  - Linnaea borealis (Gronov.) L., 1753 – Vòng quanh Bắc cực và cận Bắc cực (Canada, bắc và trung Hoa Kỳ, Greenland, bắc Britain, Fennoscandia, các quốc gia Baltic, châu Âu đại lục về phía nam đến dãy núi Alps, Balkan, Ukraina, Nga, Siberia, Kazakhstan, Mông Cổ, bắc Trung Quốc, bán đảo Triều Tiên, bắc Nhật Bản).
- Abelia
  - Linnaea chinensis (R.Br.) A.Braun & Vatke, 1872 = Abelia chinensis R.Br, 1818 – Trung Quốc (Phúc Kiến, Quảng Đông, Quảng Tây, Quý Châu, Hồ Bắc, Hồ Nam, Giang Tây, Tứ Xuyên, Vân Nam, Chiết Giang, Hà Nam?, Giang Tô?), Đài Loan, miền bắc Việt Nam; thường được gieo trồng tại Trung Quốc và Nhật Bản, đôi khi tại châu Âu và Bắc Mỹ. Tên tiếng Việt: Lục đạo mộc Trung Quốc, trà điều thụ. Tên tiếng Trung: 糯米条  (nhu mễ điều).
  - Linnaea forrestii Diels, 1912 = Abelia forrestii (Diels) W.W.Sm., 1916 – Trung nam Trung Quốc (tây nam Tứ Xuyên, tây bắc Vân Nam). Tên tiếng Trung: 细瘦六道木 (tế sấu lục đạo mộc).
  - Tổ hợp loài Linnaea uniflora
    - Linnaea uniflora (R.Br.) A.Br. & Vatke, 1872 = Abelia uniflora R.Br., 1830 – Trung Quốc (Phúc Kiến, Cam Túc, Quảng Tây, Quý Châu, Hà Nam, Hồ Bắc, Hồ Nam, Thiểm Tây, Tứ Xuyên, Vân Nam); thường được gieo trồng. Tên tiếng Trung: 蓪梗花 (thông ngạnh hoa).
    - Linnaea engleriana Graebn., 1900 = Abelia engleriana (Graebn.) Rehder, 1911. Tên tiếng Trung: 梗花 (ngạnh hoa).
    - Linnaea macrotera Graebn. & Buchw. ex Graebn., 1900 = Abelia macrotera (Graebn. & Buchw.) Rehder, 1911. – Trung Quốc (Quảng Tây, Quý Châu, Hà Nam, Hồ Bắc, Hồ Nam, Thiểm Tây, Tứ Xuyên, Vân Nam). Tên tiếng Trung: 二翅六道木 (nhị sí lục đạo mộc).
    - Linnaea parvifolia (Hemsl.) Graebn., 1900 = Abelia parvifolia Hemsl., 1888. Tên tiếng Trung: 小叶六道木 (tiểu diệp lục đạo mộc).

  - Linnaea × grandiflora (André) Christenh., 2013 = Abelia × grandiflora (Rovelli ex André) Rehder, 1900 – Lai ghép của L. chinensis và L. uniflora, chỉ được biết đến từ gieo trồng. Tên tiếng Trung: 大花糯米条 (đại hoa nhu mễ điều).
- Diabelia
  - Linnaea serrata (Siebold & Zucc.) Graebner, 1900 = Diabelia serrata (Siebold & Zucc.) Landrein, 2010 – Trung Quốc (Vĩnh Gia, Ôn Châu, Chiết Giang), Nhật Bản (Honshu, Kyushu, Shikoku). Tên tiếng Trung: 黄花双六道木 (hoàng hoa song lục đạo mộc).
  - Linnaea spathulata (Siebold & Zucc.) Graebner, 1900 = Diabelia spathulata (Siebold & Zucc.) Landrein, 2010 – Trung Quốc (Ôn Châu, Chiết Giang), Nhật Bản (Honshu, Kyushu, Shikoku). Tên tiếng Trung: 温州双六道木 (Ôn Châu song lục đạo mộc).
  - Linnaea tetrasepala (Koidz.) Christenh., 2013 = Diabelia tetrasepala (Koidz.) Landrein, 2010 – Nhật Bản (Honshu, Shikoku).
- Dipelta
  - Linnaea dipelta Christenh., 2013 = Dipelta floribunda Maxim., 1877 – Trung Quốc (Cam Túc, Quảng Tây, Hồ Bắc, Hồ Nam, Thiểm Tây, Tứ Xuyên). Tên tiếng Trung: 双盾木 (song thuẫn mộc).
  - Linnaea elegans (Batalin) Christenh., 2013 = Dipelta elegans Batalin, 1895 – Trung Quốc (Cam Túc, Tứ Xuyên, Thiểm Tây?). Tên tiếng Trung: 优美双盾木 (ưu mĩ song thuẫn mộc).
  - Linnaea yunnanensis (Franch.) Christenh., 2013 = Dipelta yunnanensis  Franch., 1891 – Trung Quốc (Cam Túc, Quý Châu, Hồ Bắc, Thiểm Tây, Tứ Xuyên, Vân Nam) và khu vực cận kề thuộc Myanmar. Tên tiếng Trung: 云南双盾木 (Vân Nam song thuẫn mộc).
- Kolkwitzia
  - Linnaea amabilis (Graebn.) Christenh., 2013 = Kolkwitzia amabilis Graebn., 1901 – Trung Quốc (An Huy, Cam Túc, Hà Nam, Hồ Bắc, Thiểm Tây, Sơn Tây, Hà Bắc?); hiếm gặp trong tự nhiên nhưng gieo trồng rộng khắp tại Trung Quốc, Nhật Bản, châu Âu và Bắc Mỹ. Tên tiếng Trung: 蝟实/猬实 (vị thật).
- Vesalea
  - Linnaea coriacea (Hemsl.) Christenh., 2013 = Vesalea coriacea  (Hemsl.) T.Kim & B.Sun ex Landrein, 2010 – Mexico (Nuevo León, San Luis Potosí).
  - Linnaea floribunda (M.Mart. & Galeotti) A.Braun & Vatke, 1872 = Vesalea floribunda M.Martens & Galeotti, 1844 – Mexico (Chiapas, Oaxaca, Puebla, Veracruz).
  - Linnaea grandifolia (Villareal) Christenh., 2013 = Vesalea grandifolia (Villarreal) H.F. Wang & Landrein, 2015 – Trung Mexico (Querétaro).
  - Linnaea mexicana (Villareal) Christenh., 2013 = Vesalea mexicana (Villarreal) H.F. Wang & Landrein, 2015 – Trung nam Mexico (Oaxaca).
  - Linnaea occidentalis (Villareal) Christenh., 2013 = Vesalea occidentalis (Villarreal) H.F. Wang & Landrein, 2015 – Mexico (Durango).

## Gieo trồng
Một vài loài Linnaea nghĩa rộng được gieo trồng. Tại Vương quốc Anh, các loài được gieo trồng này hiện tại được liệt kê dưới danh pháp/tên gọi Abelia. Mặc dù không phải là cây chịu lạnh, nhưng chúng rất dễ trồng ở những nơi che chắn tốt và nhiều nắng. Giống cây trồng ‘Edward Goucher’ đã giành được Giải thưởng Phẩm chất Làm vườn (Award of Garden Merit) của Hiệp hội Làm vườn Hoàng gia.